# Riptide
Riptide (Riptide, 1984–1986) – amerykański serial sensacyjno-przygodowy, zrealizowany przez stację NBC. W Polsce pokazywany w pierwszej połowie lat 90. przez stację Polonia 1.

## Fabuła
Przyjaciele z wojska; Cody Allen i Nick Ryder otwierają agencję detektywistyczną. Pomaga im trochę nieporadny, aczkolwiek genialny, informatyk Murray Bozinsky.

## Obsada
- Perry King – Cody Allen (wszystkie 56 odcinków)[1]
- Joe Penny – Nick Ryder (56)
- Thom Bray – Murray Bozinsky (56)
- Jack Ging – por. Ted Quinlan (31)
- Ken Olandt – Kirk Dooley (13)
- June Chadwick – por. Joanna Parisi (8)
- Anne Francis – mama Jo (6)
- Marsha Warfield – Max (4)
- R.J. Adams – Steve (4)
- Robin Evans – Tammy (3)
- Adele K. West – sekretarka (3)
- Bruce Tuthill – Bob (3)
- Gene LeBell – bandyta (3)
- Branscombe Richmond – pomocnik Jamesa Sutherlanda
- Ava Lazar – Giovanna Guirilini (2)
- Danny Wells – Myron Bell (2)
- Paul Gleason – komandor Phillip Everitt (2)
- Castulo Guerra – Carlos Nunes (2)
- Christopher McDonald – Dennis (2)
- Cesar Romero – Angelo Guirilini (2)
- Dean Wein – Valentine Goon (2)
- Russell Todd – Tony Guirilini (2)
- Robin Riker – Gloria Burghoff (2)
- Gianni Russo – Straightaway (2)
- K.C. Winkler – Bambi (2)
- Jason Corbett – por. Califano (2)
- James Andronica – współlokator Williama (2)
- Paula Jones – reporter (2)
- Frank Wagner – Maitre D' (2)
- Chuck Bowman – prezenter Chuck Bridges (2)
- Allan Graf – Smith (2)
- Marneen Fields – Pauline (2)
- Conrad Hurtt – mężczyzna w restauracji (2)